# Micaela Bastidas
Micaela Bastidas Puyucahua (Tamburco, Abancay, 1744 ‒ Cuzco, 1781) était une résistante péruvienne, qui lutta contre la tutelle espagnole en Amérique du sud. En sa qualité d’épouse du chef rebelle Túpac Amaru II, elle fut aussi la conseillère de celui-ci et eut une part active dans l’insurrection indienne contre les Espagnols, dite Grande Rébellion, survenue dans la région de Tinta en 1780 et dirigée par son mari. Femme courageuse et énergique, dévouée à la cause révolutionnaire, elle aida à organiser la rébellion et dirigeait les troupes. À la suite de l’échec du mouvement, elle fut publiquement exécutée sur la place d’Armes de Cuzco en 1781, sous les yeux de son mari et de sa famille. Micaela Bastidas est considérée aujourd’hui comme une précurseure de l'indépendance hispano-américaine ; sa détermination, sa clairvoyance et sa vaillance l’ont transformée en figure légendaire et en l’un des symboles de la lutte latinoaméricaine contre l’oppression et l’exploitation coloniales.

## Biographie
Fille de Manuel Bastidas, d’ascendance africaine, et de Josefa Puyucahua (ou Puyucawa), d’ascendance indienne, la jeune Micaela était svelte et de teint bronzé, et avait les cheveux ondulés. En raison de ses racines tant africaines qu’amérindiennes, elle était catégorisée  zamba , désignation attribuée à l’époque coloniale aux personnes issues du métissage entre Africains et Indiens.
Le 25 mai 1760, peu avant ses 16 ans, elle se maria avec le kuraka José Gabriel Condorcanqui, jeune métis issu de la noblesse indienne, à l’église Notre-Dame-de-la-Purification (Nuestra Señora de la Purificación), dans le village de Surimana, siège de la zone de tutelle de son mari. Condorcanqui était, par lignage maternel, descendant direct du dernier Inca Túpac Amaru I. En 1764, il fut nommé cacique des territoires qui lui revenaient par droit d’héritage, à savoir Pampamarca, Tungasuca et Surimana, et le couple établit sa résidence à Tinta, localité appartenant aujourd’hui au département de Cuzco. Ils eurent trois enfants mâles, Hipólito (né en 1761), Mariano (né en 1762) et Fernando (né en 1768).
José Gabriel avait bénéficié d’une formation privilégiée dans des collèges de jesuites à Lima et Cuzco. Il maîtrisait l’espagnol, le quechua et le latin, était avide de lectures et, s’intéressant à divers domaines, avait acquis un niveau de connaissance remarquable. Propriétaire de vastes extensions de terres et fortuné, il se voua, en plus du commerce, à l’administration de ses biens. En qualité de kuraka, il lui incombait d’intercéder entre le corrégidor espagnol et ses administrés indigènes. En tant qu’exploitant agricole, il eut à subir, comme le reste de la population, les hausses d’impôts et les droits de douane intérieurs récemment instaurés. Par son activité de transporteur muletier, il était amené à sillonner son territoire, et eut l’occasion ainsi d’observer de près les destinées et déboires des travailleurs et leurs dures conditions d’existence. Comme métis, il sentait que toute l’injustice faite à ses congénères le touchait dans sa propre chair. Il rédigea des doléances et des requêtes officielles à l’attention des autorités coloniales de Tinta, Cusco et Lima, demandant notamment que les indigènes fussent dispensés de la mita, c'est-à-dire du travail obligatoire dans les mines, mais n’obtint jamais que des réponses négatives ou des réactions d’indifférence. Il commença à élaborer un ensemble d’idées libérales, axées sur la défense des Indiens, des esclaves, des criollos (personnes de souche européenne née dans les colonies, par opposition aux péninsulaires, nés en Espagne) et des métis, et tendant à rendre ses territoires et leur commerce indépendants des décisions prises par la couronne espagnole.
Micaela, en revanche, avait reçu dans sa jeunesse une instruction élémentaire en arts et lettres, ainsi que c’était la coutume à cette époque pour les femmes. Son mari fut son maître à penser, mais elle s’avisa bientôt de la situation complexe de son peuple et épousa la cause politique de son époux, l’appuyant fermement, défendant et diffusant ses thèses et desseins de libération.

### L’insurrection
En 1780, après épuisement des voies de dialogue avec les représentants de la couronne espagnole, José Gabriel Condorcanqui décida de lancer son mouvement contre la domination espagnole. Il reçut l’appui d’autres kurakas, liés à des fermiers de Cusco ‒ criollos, Indiens et métis ‒ qui faisaient front ensemble contre les nouveaux droits de douane. C’est à ce moment qu’il adopta le nom de Túpac Amaru II, en l’honneur de son ancêtre, le dernier Inca de Vilcabamba. Le 4 novembre 1780, Túpac Amaru II donna le premier signal de la liberté et fit diffuser une proclamation indépendantiste, sonnant ainsi le départ de la révolte de Túpac Amaru II. Le corrégidor Antonio de Arriaga fut fait prisonnier et condamné à la mort sur l’échafaud. Les rebelles établirent leur quartier-général à Tungasuca.
À partir de ce moment, Micaela devint la principale conseillère de Túpac Amaru II, participa au jugement sommaire contre Arriaga et remplit nombre de fonctions au sein du mouvement. 
En raison sans doute de ce que le statut de la femme indigène était considéré comme le plus vil par les autorités coloniales, elle agissait avec un surcroît de dynamisme et de persuasion, et fut parfois plus avisée que son mari. On lui prête les paroles suivantes : « Pour la liberté de mon peuple, j’ai renoncé à tout. Je ne verrai pas mes enfants s’épanouir... »
Les indigènes s’étaient vu interdire la détention d’armes à feu, et l’un des problèmes majeurs auxquels les insurgés eurent à faire face était l’acquisition d’armements. C’est à Micaela que fut confié le soin de l’approvisionnement des troupes, ce qui comportait l’obtention et la distribution d’argent, de denrées (y compris d’eau-de-vie et de coca), de vêtements et d’équipements militaires (armes, longues-vues, canons, cuivre etc.). Elle établissait les sauf-conduits grâce auxquels pouvaient se déplacer ceux appelés les mesures de sécurité appropriées et luttant contre l’espionnage ennemi. Elle créa un système efficace de communications, mettant sur pied notamment un service de chaskis à cheval qui portaient rapidement des messages d’un point à l’autre du territoire, et s’employant parallèlement à couper les lignes de communication ennemies.
Ceux qui l’ont côtoyée la décrivaient comme une cacique et une meneuse de troupes, d’un caractère plus intrépide et plus sanguinaire que son mari ; c’est du reste elle qui fut la principale instigatrice du supplice du corrégidor Arriaga, insistant, au milieu des hésitations des autres femmes, à ce qu’il fût fait diligence dans cet homicide, et gardant dans sa propre mantille les balles nécessaires. Chargée de remplacer son mari pendant les absences de celui-ci, elle planifiait alors elle-même les expéditions militaires et promulguait les édits tupamaristes avec sa propre signature. D’une témérité peu commune, elle montait à cheval en armes pour aller recruter des combattants dans les provinces et adresser ses ordres aux villages. Dans ses missions, elle se faisait assister d’une véritable légion de combattantes andines, un grand nombre de femmes Quetchua et aymara travaillant en effet à ses côtés au sein du soulèvement, en mettant au point des stratégies et donnant appui aux troupes. Pour elles, l’enjeu n’était pas seulement de libérer leur peuple de l’exploitation coloniale espagnole, mais aussi de restaurer le rôle traditionnel (anéanti par le système colonial) de la femme indigène dans la vie sociale et politique. Parmi celles qui jouèrent un rôle dirigeant dans le mouvement, il convient de signaler, entre beaucoup d’autres, Cecilia Túpac Amaru et Tomasa Tito Condemayta, femme cacique d’Acos. Ces femmes s’impliquaient également dans les combats, aux côtés de leur maris et fils. Micaela Bastidas, dotée d’un tempérament énergique, insufflait courage et ferveur à son mari Túpac Amaru, jusque sur le champ de bataille même. À la suite de la victoire à la bataille de Sangarará, elle fut nommée chef suppléante de la rébellion.
Le 18 novembre 1780, l’armée insurgée vainquit en effet les Espagnols à la susmentionnée bataille de Sangarará. Dans la foulée, Túpac Amaru lança un appel aux peuples du Pérou, en invitant les criollos à se joindre à la cause indienne : « Vivons comme des frères, associés dans un seul corps. Veillons à la protection et à la conservation des Espagnols, criollos, métis, zambos et Indiens, étant tous en effet compatriotes, car nés dans ces terres et de même origine ».
En mars 1781, les sept mille hommes et femmes que comptait l’armée rebelle étaient déterminés à lutter jusqu’au bout contre la couronne espagnole et proclamèrent Túpac Amaru II Empereur d’Amérique.
Des témoignages de l’époque il ressort que Micaela était, par les tâches politiques, militaires et administratives qu’elle accomplissait, le principal stratège de la révolte et la principale conseillère du commandant en chef. Par ses fermes convictions, sa clarté de pensée, sa grande force de caractère et sa haute intuition, elle fut en quelque sorte le sixième sens de la rébellion.

### Capture et supplice
Micaela Bastidas recommanda de mener sans tarder une offensive contre Cusco afin d’obtenir la reddition de la ville, mais son mari dédaigna ses conseils et, commettant une grave erreur tactique, porta ses attaques sur d’autres bourgs, alors que dans le même temps les chefs rebelles étaient dénoncés par un traître. L’historien Pablo Macera estime à ce propos : 

« Peut-être la révolution engagée par Túpac Amaru, si elle avait été menée par Micaela Bastidas, eût-elle triomphé et le Pérou serait-il un pays très différent de ce qu’il est aujourd’hui. D’une certaine façon, Micaela Bastidas apparut posséder une compréhension plus claire des possibilités de la révolution sociale indigène au XVIIIe siècle. Túpac Amaru en revanche était convaincu que cette révolution était impossible sans une alliance entre Indiens et criollos, alliance qu’il recherchait sans cesse ; mais ce qui en résulta en définitive est que les criollos trahirent Túpac Amaru. C’est ainsi que nous pouvons interpréter les réticences de Túpac Amaru à marcher rapidement sur Cusco et à s’emparer de la ville inca alors dépourvue de garnison. Cela lui eût donné un contrôle définitif sur tout le sud du Pérou. C’était là par contre la proposition de Micaela Bastidas et l’objectif stratégique qu'elle préconisait. »

Le contingent de Túpac Amaru fut attiré dans une embuscade, et, en même temps que de Micaela, les Espagnols purent alors se saisir de ses fils Hipólito et Fernando, âgés de 18 et 10 ans respectivement, ainsi que de plusieurs membres de sa famille. Les prisonniers furent conduits à Cusco et incarcérés dans le couvent des jésuites, aménagé en quartier-général militaire. On leur fit, mais en vain, subir interrogatoires et tortures pour leur arracher, en l’échange d’une réduction de peine, les positions du restant des troupes révolutionnaires et les noms de leurs partisans. N’ayant rien obtenu, les autorités espagnoles les condamnèrent le 14 mai 1781 à la peine capitale. La sentence ordonnait l’« écartèlement vif pour le chef principal, des mutilations et la peine de mort pour les autres inculpés, sans préjudice d’autres châtiments ».
Le 18 mai 1781, les condamnés furent conduits à la place d’Armes de Cuzco pour y être exécutés tour à tour. D’abord, on coupa la langue au fils Hipólito, pour avoir parlé à l’encontre des Espagnols, et on l’étrangla ensuite. Micaela et José Gabriel furent contraints d’assister à la mise à mort de leur fils, après quoi on la fit monter à son tour sur l’échafaud. Sous le regard de son époux et de son fils cadet Fernando, Micaela se battit contre ses bourreaux, jusqu’à ce que ceux-ci réussissent à la maîtriser pour lui couper la langue ; son cou se révélant trop mince pour le garrot, on entreprit de l’étrangler en lui passant des cordes autour du cou et en les serrant, tandis qu’on l’achevait à coups de pied dans la poitrine et à l’abdomen,. Enfin on amena au centre de la place Túpac Amaru lui-même, qui subit d’abord une tentative (avortée) d’écartèlement, avant d’être décapité. Du corps de tous deux, Túpac Amaru et sa femme, les bourreaux tranchèrent les membres pour les expédier à différents villages de la région, où ils furent exhibés sur les places publiques, à l’effet d’alerter les habitants sur les conséquences d’une insubordination.
Par sa vaillance, sa perspicacité stratégique et son attachement aux idéaux de justice et de liberté,  Doña Micaela est entrée dans le panthéon des femmes combattantes légendaires des luttes d’émancipation américaines, aux côtés de Manuela Beltrán et de la combattante aymara Bartolina Sisa.

## Corrélats
- Túpac Amaru II
- Révolte de Túpac Amaru II
- Vice-royauté du Pérou